# Haraszty Mihály
Haraszty Mihály (Mezőkomárom, Veszprém megye, 1792. – Pest, 1823. december 4.) magyar orvosdoktor.

## Élete
A pesti egyetemen tanult és 1819-ben nyert orvosdoktori oklevelet; azután gyakorló orvos és Bene Ferenc egyetemi tanár mellett kórházi segédorvos volt.

## Munkája
- Dissertatio inaug. medica de apoplexia. Pestini, 1819.